# جيمي ماكليستر
جيمي ماكليستر (بالإنجليزية: Jamie McAllister)‏ (26 أبريل 1978 بغلاسكو في المملكة المتحدة - ) هو لاعب كرة قدم بريطاني في مركز الدفاع. شارك مع منتخب اسكتلندا لكرة القدم. أما مع النوادي، فقد لعب مع بريستون نورث إيند وكوين أوف ساوث ونادي أبردين ونادي إكزتر سيتي ونادي بريستول سيتي وهارت أوف ميدلوثيان ويوفل تاون ونادي كيرلا بلاستيرز ونادي ليفينغستون لكرة القدم.

## مسيرته الكروية
لعب جيمي ماكليستر خلال مسيرته الاحترافية مع 9 أندية في ثلاثة وعشرون موسمًا وسجل خلالها 4 أهداف ضمن 557 مباراة. حيث فاز في موسم واحد بالكأس ولم يفز بأي دوري.
خاض جيمي ماكليستر مسيرته مع نادي كوين أوف ساوث في موسم 1995–96 ليلعب معه أربعة مواسم، مشاركًا في 50 مباراة ولم يسجل أي هدف. ثم انتقل إلى نادي أبردين في موسم 1999–00 ليلعب معه أربعة مواسم، حيث شارك في 116 مباراة ولم يسجل أي هدف أيضًا. لينتقل بعدها إلى نادي ليفينغستون لكرة القدم في موسم 2003–04 لمدة موسم واحد، مشاركًا في 34 مباراة سجل خلالها هدفًا واحدًا. ثم انتقل إلى نادي هارت أوف ميدلوثيان في موسم 2004–05 ولمدة موسمين، مشاركًا في 47 مباراة ولم يسجل أي هدف. هذا وانتقل لاحقًا إلى نادي بريستول سيتي في موسم 2006–07 ليلعب معه ستة مواسم، مشاركًا في 186 مباراة سجل خلالها 3 أهداف. ثم انتقل بعدها إلى نادي يوفل تاون في موسم 2012–13 ولمدة موسمين، مشاركًا في 72 مباراة ولم يسجل أي هدف. ليعود وينتقل من جديد، لكن هذه المرة إلى نادي كيرلا بلاستيرز ما بين عامي 2014 و2015 لمدة موسم واحد، مشاركًا في 6 مباريات ولم يسجل أي هدف أيضًا. لينتقل بعدها إلى نادي إكزتر سيتي في موسم 2014–15 ولمدة موسمين، مشاركًا في 42 مباراة ولم يسجل أي هدف أيضًا.

## وصلات خارجية
- جيمي ماكليستر على موقع قاعدة بيانات كرة القدم.إي يو (الإنجليزية)
- جيمي ماكليستر على موقع ناشيونال فوتبول تيمز (الإنجليزية)
- جيمي ماكليستر على موقع Soccerbase.com (لاعب) (الإنجليزية)
- جيمي ماكليستر على موقع Soccerway.com (الإنجليزية)